# Nedre Haukansjön
Nedre Haukansjön är en sjö i Storumans kommun i Lappland och ingår i Umeälvens huvudavrinningsområde. Sjön har en area på 0,449 kvadratkilometer och ligger 806,3 meter över havet. Sjön avvattnas av vattendraget Ytterbäcken.

## Delavrinningsområde
Nedre Haukansjön ingår i det delavrinningsområde (725726-149736) som SMHI kallar för Ovan 726218-150115. Medelhöjden är 902 meter över havet och ytan är 28,41 kvadratkilometer. Det finns inga avrinningsområden uppströms utan avrinningsområdet är högsta punkten. Ytterbäcken som avvattnar avrinningsområdet har biflödesordning 2, vilket innebär att vattnet flödar genom totalt 2 vattendrag innan det når havet efter 335 kilometer. Avrinningsområdet består mestadels av skog (14 procent) och kalfjäll (82 procent). Avrinningsområdet har 1,27 kvadratkilometer vattenytor vilket ger det en sjöprocent på 4,4 procent.